# ナミビアの国章
ナミビアの国章（ナミビアのこくしょう）には、独立に伴い1990年に制定された。ナミビアの国旗の模様（ベンド・シニスター）の盾が描かれ、その左右には勇気、優美さ、誇りの象徴であるオリックスが、上にはサンショクウミワシが描かれている。下部には生存・不屈の精神をあらわすウェルウィッチアが描かれ、国家スローガンである"Unity, Liberty, Justice"（統一、自由、正義）が記されている。

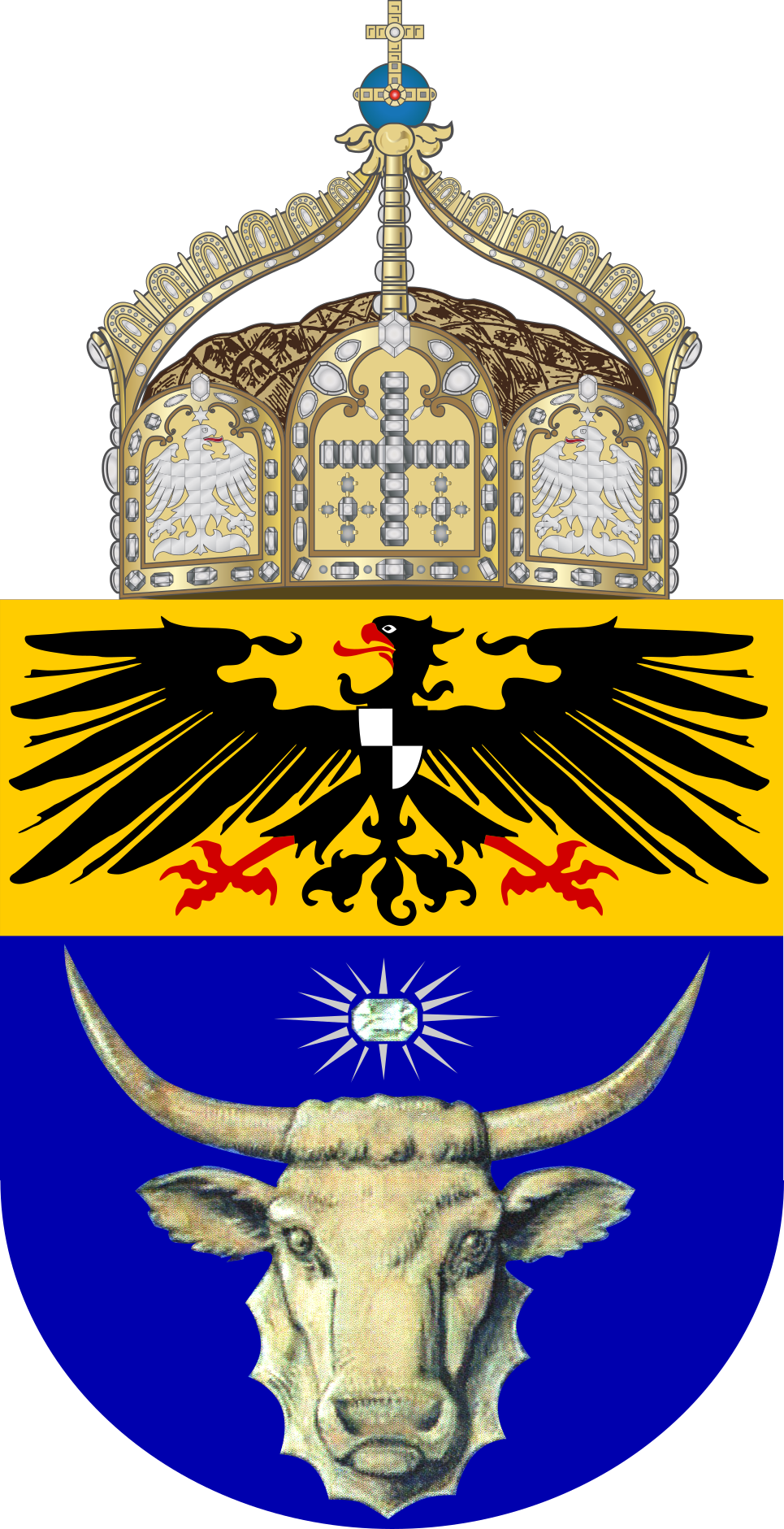
植民地時代に提案された紋章（1914年）
委任統治領時代の紋章（1963年-80年）